# Melasina byrseis
Melasina byrseis är en fjärilsart som beskrevs av Edward Meyrick 1934. Melasina byrseis ingår i släktet Melasina och familjen säckspinnare. Inga underarter finns listade i Catalogue of Life.